# Kanton Guémené-Penfao
Guémené-Penfao is een kanton van het Franse departement Loire-Atlantique. Het kanton maakt deel uit van het arrondissement Châteaubriant-Ancenis.

## Gemeenten
Het kanton Guémené-Penfao omvatte tot 2014 de volgende 5 gemeenten:
- Conquereuil
- Guémené-Penfao (hoofdplaats)
- Marsac-sur-Don
- Massérac
- Pierric

Bij de herindeling van de kantons door het decreet van 25 februari 2014, met uitwerking op 22 maart 2015, werden daar volgende 14 gemeenten aan toegevoegd:
- Abbaretz
- La Chevallerais
- Derval
- La Grigonnais
- Jans
- Lusanger
- Mouais
- Nozay
- Puceul
- Saffré
- Saint-Vincent-des-Landes
- Sion-les-Mines
- Treffieux
- Vay